# Bodorna
Bodorna (Georgisch: ბოდორნა) is een dorp in centraal-Georgië met 140 inwoners (2014), gelegen in de gemeente Doesjeti (regio Mtscheta-Mtianeti). Het dorp ligt op ongeveer vijf kilometer ten zuidoosten van het gemeentelijk centrum Doesjeti en hemelsbreed 40 kilometer ten noorden van het centrum van Tbilisi op de rechteroever van de Aragvi op de rand van het Lomisigebergte en aan de historische Georgische Militaire Weg.

## Geschiedenis
De beschreven geschiedenis van het dorp Bodorna gaat terug naar de late middeleeuwen. Bodorna lag in deze periode in het Hertogdom (Saeristavo) Aragvi en was eigendom van het huis Sjaboeridze.
Bestuurlijk is het dorp Bodorna onderdeel van de dorpsgemeenschap (თემი, temi) Tsjonkadzis waar nog 20 nabijgelegen dorpen toe behoren.

## Demografie
Volgens de volkstelling van 2014 had Bodorna 140 inwoners. Het dorp was toen geheel etnisch Georgisch bevolkt.
| Aantal                                                       | 66 | 83 |  | 135 | 140 |
| Verantwoording data: 1911, 1923, volkstellingen 2002 en 2014 |    |    |  |     |     |

## Bezienswaardigheden
De belangrijkste bezienswaardigheid bevindt zich op een halve kilometer ten zuidwesten van het dorp op de helling van het Lomisigebergte. De Mariakerk, een kleine kruiskoepelkerk, werd in 1717 volledig herbouwd op de plek van een eerdere kerk uit de 15e eeuw.
De Bodorna-kolom staat op 200 meter van de kerk, en is een historische en natuurlijke toren met enkele vertrekken die schuilplaats boden en mogelijk ook een religieus doel dienden. In de heuvels zijn meer menselijk uitgegraven grotten te vinden.

## Vervoer
De belangrijkste weg door Bodorna is de historische Georgische Militaire Weg, of ook wel de route van internationaal belang S3 (E117). Deze weg verbindt Tbilisi met Rusland. De nationale route Sh65 takt net buiten het dorp van de S3 af, en is de verbinding naar het gemeentelijk centrum Doesjeti langs de beek Doesjetischevi.